# Дунфэн-15
Дунфэн-15 (кит. трад. 東風-15, упр. 东风-15, пиньинь Dōng fēng 15, буквально: «Восточный Ветер-15», по классификации НАТО — CSS-6, часто обозначают DF-21, экспортное обозначение M-9) — китайский оперативно-тактический ракетный комплекс. Разработка Китайской Академией Технологии Ракетных Двигателей (бывшая «5-я Академия»), началась в 1985. Первый пуск состоялся в 1987. Ракета твердотопливная, одноступенчатая, с отделяемой ГЧ. Возможна установка ядерной боевой части мощностью 50-350 кт.

## Тактико-технические характеристики
- Дальность: 600 км
- Масса ракеты: 6200 кг
- Масса ГЧ: 500 кг
- Длина: 9,1 м
- Диаметр: 1 м
- Тип ГЧ:
  - ядерная
  - термобарическая
  - фугасная
  - кассетная
- Скорость: 6 М
- Система коррекции: ИНС
- Точность (КВО): 300—600 м, с применением лазерных гироскопов — 35—50 м
- Время для первого пуска 30 мин.

## На вооружении
- Китай — 96 ПУ, по состоянию на 2010 год [1]

23 августа 2021 г. ракетные войска НОАК провели успешные испытания ракеты малой и средней дальности «Дунфэн-15» (Dongfeng-15).